# Chris Burn
Chris Burn  (* 13. März 1955 in Epping (Essex), England) ist ein britischer Komponist und Pianist der Jazz- und Improvisationsmusik. 

## Leben
Burn, Sohn eines Lehrerehepaares, spielte zunächst Trompete in einer Blaskapelle und studierte Komposition an der University of Surrey. Er arbeitete dann in London als Jazz-Dozent, Musiker und Komponist. Er schrieb zunächst Musik für großformatige Ensembles, bevor er sich auf kleinere Gruppen konzentrierte. Mit dem Saxophonisten John Butcher, der schon 1980 Mitglied seiner Bigband war, spielte er die nächsten Jahrzehnte sowohl im Duo (auf Fonetiks, 1984) als auch in größeren Besetzungen  (Embers Live, 1988/89) bis hin zum Oktett (Cultural Baggage, 1990) und zum Undezett zusammen. Daneben standen Soloauftritte, etwa auf dem Victoriaville Festival 1996. In das präparierte Klavier bezieht er Trommeln, Becken, Glocken und andere klingende Objekte ein; der Guardian hat ihn daher als „eine Art pianospielenden Han Bennink“ bezeichnet. Auch musizierte er mit Paul Lovens und Radu Malfatti. Weiter befasste er sich als Wissenschaftler und Interpret intensiv mit dem Komponisten Stanley Cowell.
Er ist auch als Organisator u. a. seit 1989 des SPMN Festivals im Donmar Warehouse hervorgetreten.

## Preise und Auszeichnungen
Burns Jazz Ensemble wurde 1980 mit dem BBC Big Band Award ausgezeichnet. 1993 erhielt er den Paul Hamlyn Award für sein kompositorisches Werk. 

## Diskographische Hinweise
- The Place 1991 (1991, mit Evan Parker,  John Butcher, Jim Denley, Phil Durrant, John Russell, Marcio Mattos, Matt Hutchinson, Stevie Wishart)
- Navigations (1997)
- Horizontals White (2001)
- Chris Burn / Philip Thomas / Simon H. Fell: The Middle Distance (Another Timbre  2010)

## Lexikalische Einträge
- Martin Kunzler: Jazz-Lexikon. Band 1: A–L (= rororo-Sachbuch. Bd. 16512). 2. Auflage. Rowohlt, Reinbek bei Hamburg 2004, ISBN 3-499-16512-0.